# گرایوتسه
گرایوتسه (به صربی: Grajevce) یک منطقهٔ مسکونی در صربستان است که در لسکواس واقع شده‌است. گرایوتسه ۴۰۴ نفر جمعیت دارد و ۲۵۴ متر بالاتر از سطح دریا واقع شده‌است.